# فوقية منصور
فوقية منصور (17 مارس 1944 -) هي ممثلة مصرية.

## عن حياتها
بدأت حياتها الفنية كومبارس صامت وتغنى في الأفلام ثم بدأت تؤدى أدوارا صغيرة في مسلسلات وسهرات التليفزيون. هي الدادة في فيلم «قدر امرأة»2000 ومن المسلسلات التي اشتركت فيها مسلسل «الحقيقة والسراب»2003 و «ريا وسكينه» عام 2005 و «بنت بنوت» 2006 و «العمدة هانم»2008 و «الريان» 2011. هي أم محروس في مسلسل «عايزة أتجوز» عام 2010.

## من أعمالها

### المسلسلات
- الريان
- عايزه أتجوز
- نعم مازلت آنسة
- شباب رايق جدا

### السينما
- قبلات مسروقة
- ملف سامية شعراوي
- أشجع رجل في العالم

### السهرات التلفزيونية
- لن أتزوج زميلي

## روابط خارجية
- فوقية منصور على موقع الدهليز
- فوقية منصور على موقع قاعدة بيانات الأفلام العربية